# Liste de sociétés mathématiques
Cette liste recense des sociétés mathématiques et des fondations qui, pour la plupart, attribuent divers prix et médailles nationaux et internationaux récompensant les mathématiciens et mathématiciennes dont l'apport est jugé important.

## Liste
| Acronymes                                       | Nom                                                                             | Siège                    | Initial | Logo      |
| ----------------------------------------------- | ------------------------------------------------------------------------------- | ------------------------ | ------- | --------- |
| AAS                                             | Académie australienne des sciences                                              | Australie                | 1954    |           |
| Abertis                                         | Fundación Abertis                                                               | Espagne                  | 1999    |           |
| ACM                                             | Association for Computing Machinery                                             |                          | 1947    |           |
| AMS                                             | American Mathematical Society                                                   | États-Unis               | 1888    |           |
| ANCEFN                                          | Academia Nacional de Ciencias Exactas, Físicas y Naturales                      | Argentine                | 1874    |           |
| ANCYT                                           | Academia Nacional de Ciencia y Tecnología                                       | Pérou                    |         |           |
| ANTS                                            | Algorithmic Number Theory Symposium                                             | Allemagne                | 1994    |           |
| APS                                             | American Physical Society                                                       | États-Unis               | 1889    |           |
| APSF                                            | Alfred Pritchard Sloan Foundation                                               | États-Unis               | 1875    |           |
| ASA                                             | American Statistical Association                                                | États-Unis               | 1839    |           |
| ASF                                             | Académie des Sciences                                                           | France                   | 1666    |           |
| ASL                                             | Association for Symbolic Logic                                                  | États-Unis               | 1936    |           |
| ASME                                            | American Society Of Mechanical Engineers                                        | États-Unis               | 1880    |           |
| AustMS                                          | Société mathématique australienne                                               | Australie                | 1956    |           |
| AWM                                             | Association for Women in Mathematics                                            | États-Unis               | 1971    |           |
| Balzan                                          | Fondazione Internazionale Premio Balzan                                         | Italie Suisse            | 1956    |           |
| BMG                                             | Berlin Mathematical Society                                                     | Allemagne                | 1901    |           |
| BMS                                             | Société mathématique de Belgique                                                | Belgique                 | 1921    |           |
| CIMAT                                           | Centro de Investigación en Matemáticas, A.C.                                    | Mexique                  | 1980    |           |
| CMF                                             | Fundación Chern                                                                 | États-Unis               | 2010    |           |
| CMI                                             | Clay Mathematics Institute                                                      | États-Unis               | 1998    |           |
| CMS                                             | Société mathématique du Canada                                                  | Canada                   | 1945    |           |
| CMS                                             | Société mathématique chinoise                                                   | Chine                    | 1935    |           |
| CNCA                                            | Consejo Nacional de la Cultura y las Artes de Chile                             | Chili                    | 2003    |           |
| CNRS                                            | Centre national de la recherche scientifique                                    | France                   | 1939    |           |
| CONICIT                                         | Consejo Nacional para Investigaciones Científicas y Tecnológicas                | Costa Rica               | 1972    |           |
| CRM                                             | Centre de recherches mathématiques                                              | Canada                   | 1968    |           |
| CSIC                                            | Consejo Superior de Investigaciones Científicas                                 | Espagne                  | 1998    |           |
| DMV                                             | Deutsche Mathematiker-Vereinigung                                               | Allemagne                | 1993    |           |
| ECM                                             | European Congress of Mathematics                                                | Pologne                  | 1992    |           |
| ECCOMAS                                         | European Community on Computational Methods in Applied Sciences and Engineering | Europe                   | 1993    |           |
| EMS                                             | European Mathematical Society                                                   | Allemagne                |         |           |
| EPFL                                            | École polytechnique fédérale de Lausanne                                        | Suisse                   |         |           |
| ERC,CEI                                         | European Research Council                                                       | Europe                   | 2002    |           |
| ESF                                             | Fundación Europea de la Ciencia                                                 | Europe                   |         |           |
| ETHZ                                            | Eidgenossische Technische Hochschule-Zurich                                     | Suisse                   |         |           |
| FBBVA                                           | Fundación BBVA                                                                  | Espagne                  |         | Fundación |
| FCFM                                            | Facultad de Ciencias Físicas y Matemáticas, Universidad de Chile                | Chili                    | 1840    |           |
| FCRI                                            | Fundació Catalana per a la Recerca i la Innovació)                              | Espagne                  |         |           |
| FoCM                                            | Foundations of Computational Mathematics                                        |                          | 1995    |           |
| FPA                                             | Fundación Princesa de Asturias                                                  | Espagne                  | 1980    |           |
| FSK                                             | Fundación Sofía Kovalévskaia                                                    | Mexique                  | 1942    |           |
| GAMNI                                           | Groupe pour l’Avancement des Méthodes Numériques de l’Ingénieur                 | France                   | 1992    |           |
| GenCat                                          | Generalitat de Catalogne                                                        | Espagne                  |         | centeer   |
| HAS                                             | Académie hongroise des sciences                                                 | Hongrie                  | 1825    |           |
| IAMP                                            | Association internationale de physique mathématique                             | Europe                   | 1976    |           |
| ICA                                             | Institut de combinatoire et ses applications                                    | Canada                   | 1990    |           |
| ICCM                                            | Congrès international des mathématiciens chinois                                | Chine, Taiwan, Hong Kong | 1998    |           |
| ICMAT                                           | Instituto de Ciencias Matemáticas                                               | Espagne                  | 2008    |           |
| ICHM                                            | Commission internationale d'histoire des mathématiques                          | États-Unis               | 1971    |           |
| ICIAM                                           | International Council for Industrial and Applied Mathematics                    | États-Unis               | 1987    |           |
| ICM                                             | International Congress of Mathematicians                                        |                          |         |           |
| ICMI                                            | International Commission on Mathematical Instruction                            |                          | 1897    |           |
| ICTCM                                           | International Conference on Technology in Collegiate Mathematics                |                          |         |           |
| ICTP                                            | Abdus Salam International Centre for Theoretical Physics                        | Italie                   | 1964    |           |
| IEC                                             | Institvt d'Estvdis Catalans                                                     | Espagne                  | 1907    |           |
| IEEE-CS                                         | IEEE Computer Society                                                           | États-Unis               | 1946    |           |
| IF                                              | Institut Fields                                                                 | Canada                   | 1992    |           |
| IMA                                             | Institute of Mathematics and its Applications                                   | Royaume-Uni              | 1964    |           |
| IHÉS                                            | Institut des hautes études scientifiques                                        | France                   | 1964    |           |
| IMAFF                                           | Instituto de Matemáticas y Física Fundamental                                   | Espagne                  |         |           |
| IMT                                             | Institut de Mathématiques de Toulouse                                           | France                   | 1887    |           |
| IMU                                             | International Mathematical Union                                                | Allemagne                | 1920    |           |
| INFORMS                                         | Institute for Operations Research and the Management Sciences                   | États-Unis               |         |           |
| ISDE                                            | International Society of Difference Equations                                   |                          |         |           |
| Konex                                           | Fundación Konex                                                                 | Argentine                | 1980    |           |
| KVA                                             | Swedish Royal Academies                                                         | Suède                    | 1739    |           |
| KWG                                             | Société royale mathématique des Pays-Bas                                        | Pays-Bas                 | 1778    |           |
| LMS                                             | London Mathematical Society                                                     | Royaume-Uni              | 1865    |           |
| MAA                                             | Mathematical Association of America                                             | États-Unis               | 1915    |           |
| MEC                                             | Ministerio de Educación y Ciencia de Espagne                                    | Espagne                  |         |           |
| MFO                                             | Mathematisches Forschungsinstitut Oberwolfach                                   | Allemagne                | 1944    |           |
| MICIT                                           | Ministerio de Ciencia y Tecnología                                              | Costa Rica               |         |           |
| MOS                                             | Mathematical Optimization Society                                               |                          | 1973    |           |
| MSJ                                             | Mathematical Society of Japan                                                   | Japon                    | 1946    |           |
| NAS                                             | National Academy of Sciences                                                    | États-Unis               | 1974    |           |
| Natixis                                         | Fondation d’entreprise Natixis pour la recherche quantitative                   | France                   | 2006    |           |
| NFT                                             | Number Theory Foundation                                                        | États-Unis               |         |           |
| NUST                                            | National University of Sciences and Technology                                  | Pakistan                 | 1991    |           |
| NZMS                                            | New Zealand Mathematical Society                                                | Nouvelle-Zélande         | 1974    |           |
| ÖMG                                             | Société mathématique autrichienne                                               | Autriche                 | 1903    |           |
| Pacific Institute for the Mathematical Sciences | Pacific Institute for the Mathematical Sciences                                 | Canada                   | 1996    |           |
| RAS                                             | Russian Academy of Sciences                                                     | Russie                   | 1724    |           |
| RSC                                             | Royal Society of Canada                                                         | Canada                   | 1882    |           |
| RSL                                             | Royal Society of London                                                         | Royaume-Uni              | 1660    |           |
| RSME                                            | Société royale mathématique espagnole                                           | Espagne                  |         |           |
| RSS                                             | Royal Statistical Society                                                       | Royaume-Uni              | 1834    |           |
| SASTRA                                          | Shanmugha Arts, Science, Technology & Research Academy                          | Inde                     | 1984    |           |
| SCM                                             | Societat Catalana de Matemàtiques                                               | Espagne                  | 1998    |           |
| SEMA                                            | Sociedad Española de Matemática Aplicada                                        | Espagne                  | 1991    |           |
| SEP                                             | Secretaría de educación pública                                                 | Mexique                  |         |           |
| SIAG                                            | SIAM Activity Group                                                             | États-Unis               |         |           |
| SIAM                                            | Society for Industrial and Applied Mathematics                                  | États-Unis               | 1951    |           |
| SIMAI                                           | Società Italyna per la Matematica Applicata e Industriale                       | Italie                   | 1989    |           |
| SMAI                                            | Société de mathématiques appliquées et industrielles                            | France                   | 1983    |           |
| SMF                                             | Société mathématique de France                                                  | France                   | 1872    |           |
| SMM                                             | Sociedad Matemática Mexicana                                                    | Mexique                  | 1943    |           |
| SPB                                             | Saint Petersburg Mathematical Society                                           | Russie                   | 1890    |           |
| UMALCA                                          | Unión Matemática de América Latina y el Caribe                                  | Chili                    | 1995    |           |
| UMI                                             | Union mathématique italienne                                                    | Italie                   | 1922    |           |
| WFNMC                                           | World Federation of National Mathematics Competitions                           |                          | 1984    |           |